# NGC 414
NGC 414 là một cặp thiên hà dạng hạt đậu (PGC 4254 và PGC 93079) có kiểu S0 và E / S0, tương ứng, nằm trong chòm sao Song Ngư. Nó được phát hiện vào ngày 22 tháng 10 năm 1867 bởi Herman Schultz. Nó được Dreyer mô tả là "rất mờ, nhỏ, tròn không đều, giữa sáng hơn nhiều, II 220 về phía tây bắc.", Với II 220 là NGC 410.